# Колоні (Нью-Йорк)
Колоні (англ. Colonie) — місто (англ. town) в США, в окрузі Олбані штату Нью-Йорк. Населення — 85 590 осіб (2020).

## Демографія
Згідно з переписом 2010 року, у місті мешкала 81 591 особа в 33 088 домогосподарствах у складі 21 003 родин. Було 34620 помешкань
Расовий склад населення:
| - 85,2 % — білих - 6,6 % — азіатів - 5,3 % — чорних або афроамериканців - 0,1 % — корінних американців |

До двох чи більше рас належало 1,9 %. Частка іспаномовних становила 3,1 % від усіх жителів.
За віковим діапазоном населення розподілялося таким чином: 19,5 % — особи молодші 18 років, 64,3 % — особи у віці 18—64 років, 16,2 % — особи у віці 65 років та старші. Медіана віку мешканця становила 42,6 року. На 100 осіб жіночої статі у місті припадало 92,8 чоловіків;  на 100 жінок у віці від 18 років та старших — 90,1 чоловіків також старших 18 років.
Середній дохід на одне домашнє господарство  становив 93 422 долари США (медіана — 74 244), а середній дохід на одну сім'ю — 113 173 долари (медіана — 94 520). Медіана доходів становила 57 794 долари для чоловіків та 50 285 доларів для жінок. За межею бідності перебувало 6,6 % осіб, у тому числі 9,0 % дітей у віці до 18 років та 5,8 % осіб у віці 65 років та старших.
Цивільне працевлаштоване населення становило 43 869 осіб. Основні галузі зайнятості: освіта, охорона здоров'я та соціальна допомога — 26,0 %, публічна адміністрація — 12,1 %, роздрібна торгівля — 11,4 %.